# Свершковцы (Тернопольская область)
Свершковцы (укр. Свершківці) — село в Толстенской поселковой общине Чортковского района Тернопольской области Украины.
До 2020 года входило в Залещицкий район.
Код КОАТУУ — 6122089602. Население по переписи 2001 года составляло 406 человек.

## Географическое положение
Село Свершковцы находится на левом берегу реки Днестр,
выше по течению на расстоянии в 2 км расположено село Беремяны,
ниже по течению на расстоянии в 0,5 км расположено село Хмелева.

## История
- 1459 год — дата основания.

## Объекты социальной сферы
- Библиотека.